# 八丁湖
八丁湖（はっちょうこ）は、埼玉県比企郡吉見町にある水田の灌漑用につくられた人造湖である。

## 概要
吉見町は、水田の灌漑用の人工湖沼の多いところで、八丁湖もそのひとつ。徳川時代に造成され、明治初期には「八段沼」、戦前までは、「八丁八反の沼」と呼ばれていたが、実際に「八丁八反」の面積を有していたのではなく、「八」が末広がりで、かつ「八」を重ねると語呂がよいことに起因する。また、地元では大溜井とも呼ばれている。「八丁湖」と呼ばれるようになったのは戦後に観光地化したことによる。
湖は県立比企丘陵自然公園内に位置している比企地区最大の湖で。周囲約2 kmで、満水面積は52,000平方メートルである。築堤の堤高は5 m、堤頂長は200 mであった。湖水は灌漑用水として使われていて灌漑面積は50 haである。老朽化のため2005年度（平成17年度）から2008年度（平成20年度）にかけて、県のため池等整備事業による築堤や取水施設の改修が行なわれ、堤高は6 m、堤頂長は154 m、貯水量は10万6000立方メートルに改められた。
湖の周囲は「八丁湖公園」として遊歩道が整備されており、周辺の安楽寺（吉見観音）と共に比企丘陵のハイキングコースになっている。4月は湖岸沿いに桜が咲き、6月は千株もの紫陽花が咲く。秋季は「八丁湖ヒーリングナイト」と称した紅葉のライトアップが行なわれる。また、湖の奥には黒岩横穴墓群があり、鬱蒼とした緑に覆われている。2009年度（平成21年度）から2011年度（平成23年度）にかけて、県の水辺再生100プラン事業の下、土砂の浚渫や遊歩道を整備し、景観に配慮しつつ親しみやすい水辺へ向けた整備が行なわれた。
湖最奥部にある湿地帯の原野は松山城から続いており、古戦場だったところである。

## アクセス
- 路線バス
  - 川越観光バス「HM-11,HM-12,HM-13系統」東松山駅～鴻巣駅～免許センター線「久保田」バス停から徒歩約2km
- 車
  - 関越道 東松山ICから約20分[6]